# Sostre de bambú
El terme "sostre de bambú" és un concepte que descriu les barreres a les quals s'enfronten molts nord-americans asiàtics en l'àmbit professional, com ara els estereotips i el racisme, especialment amb l'ascens a càrrecs executius i de lideratge. El terme va ser encunyat i popularitzat l'any 2005 per Jane Hyun a Breaking the Bamboo Ceiling: Career Strategies for Asians, on aborda aquestes barreres alhora que proporciona solucions per superar-les. Hyun defineix el sostre de bambú com una combinació de factors individuals, culturals i organitzatius que impedeixen el progrés professional dels asiàtics americans dins de les organitzacions.